# نورمان كاي
نورمان كاي (بالإنجليزية: Norman Kaye)‏ هو موزع وممثل أسترالي، ولد في 17 يناير 1927 بملبورن في أستراليا، وتوفي في 28 مايو 2007 بسيدني في أستراليا بسبب مرض آلزهايمر.

## أعمال

### أفلام
- (1997) أوسكار ولوسيندا[5][6]

## وصلات خارجية
- نورمان كاي على موقع IMDb (الإنجليزية)
- نورمان كاي على موقع ألو سيني (الفرنسية)
- نورمان كاي على موقع أول موفي (الإنجليزية)
- نورمان كاي على موقع قاعدة بيانات الأفلام السويدية (السويدية)
- نورمان كاي على موقع قاعدة بيانات الفيلم (الإنجليزية)
- نورمان كاي على موقع كينوبويسك (الروسية)